# Translatie (meetkunde)

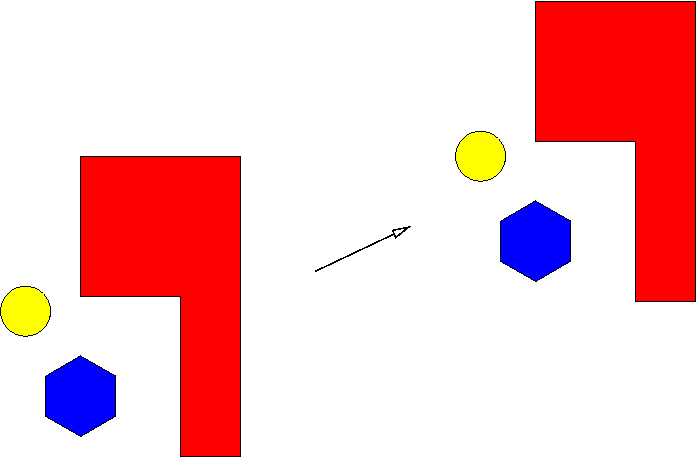
Translatie in een vlak

Een translatie is een zuivere verschuiving, zonder een rotatie. Meetkundig is een translatie een affiene transformatie waarbij ieder punt van het vlak of de ruimte over dezelfde vector wordt verschoven, dat houdt in over dezelfde afstand in een gespecificeerde richting. Als de translatie {\displaystyle T} een verschuiving over de vector {\displaystyle b} inhoudt, geldt dus voor elke {\displaystyle v} in de beschouwde ruimte:
{\displaystyle T(v)=v+b}
Andersom kan een translatie ook worden geïnterpreteerd als een verschuiving van de oorsprong in een coördinatensysteem
{\displaystyle \left({\begin{array}{c}x\\y\\z\\\end{array}}\right)\to \left({\begin{array}{c}x+\Delta x\\y+\Delta y\\z+\Delta z\\\end{array}}\right)}
Een bijzonder geval is de triviale translatie, de identieke afbeelding. Een niet-triviale translatie wordt ook wel een echte translatie genoemd.
Elke translatie is (net als een rotatie) een directe isometrie. 
Elke translatie kan opgevat worden als de samenstelling van twee spiegelingen.

## Translatiegroepen
De translaties van de {\displaystyle n}-dimensionale euclidische ruimte vormen de translatiegroep van die ruimte, een isometriegroep. Een translatiegroep is een ondergroep daarvan. Er is een eenduidig verband tussen translaties en vectoren, en dus ook tussen translatiegroepen en ondergroepen van de ruimte. 
De gesloten ondergroepen van {\displaystyle \mathbb {R} } zijn:
- de triviale groep
- de groepen isomorf met {\displaystyle \mathbb {Z} }
- de hele ruimte

Er zijn ook niet-gesloten tussenvormen tussen de laatste twee, bijvoorbeeld de verzameling {\displaystyle \{m+n{\sqrt {2}}\mid m,n\in \mathbb {Z} \}} en {\displaystyle \mathbb {Q} } (de rationale getallen). Daarbij geldt dat de verzameling dicht ligt in {\displaystyle \mathbb {R} }, m.a.w. de afsluiting ervan is {\displaystyle \mathbb {R} }; de groep bevat dus willekeurig kleine translaties, maar niet alle; als oneindig kleine details er niet toe doen, zoals bij visuele symmetrie, kunnen deze tussenvormen buiten beschouwing worden gelaten.
De gesloten ondergroepen van {\displaystyle \mathbb {R} ^{2}} zijn combinaties van de drie mogelijkheden per richting:
- Discrete topologische groepen:
  - de triviale groep
  - de groepen isomorf met {\displaystyle \mathbb {Z} } - eendimensionaal rooster
  - de groepen isomorf met {\displaystyle \mathbb {Z} ^{2}} - tweedimensionaal rooster
- Overige:
  - de groepen isomorf met {\displaystyle \mathbb {R} } - lijn
  - de groepen isomorf met {\displaystyle \mathbb {Z} *\mathbb {R} } - traliewerk
  - de hele ruimte

Voor zulke opsommingen is de metriek overigens niet van belang. Het gaat om de topologie en de groepsoperatie (het gaat dus om de ruimte en deelruimten als topologische groepen), die beide onafhankelijk zijn van lineaire permutaties. Daarom staat het geval van een tweedimensionaal rooster hier niet onderverdeeld. Zie daarvoor combinaties van isometrieën.

## Definitie van translaties zonder vectoren

Vier equivalente puntenkoppels

Men kan translaties van het vlak ook definiëren zonder gebruik te maken van coördinatenstelsels of vectoren. De synthetische meetkunde bouwt de theorie van punten en rechten op aan de hand van enkele basispostulaten, waaronder het axioma van Euclides over evenwijdige rechten (parallellenpostulaat).
Men definieert als volgt een equivalentierelatie op de verzameling van alle koppels van punten van het vlak. Een koppel (a,b) is equivalent met een koppel (c,d) als de twee puntenparen door een eindig aantal (in feite steeds één of twee) parallellogrammen kunnen worden verbonden.
Een translatie is dan een equivalentieklasse van deze relatie. De klasse van het koppel (a,b) noteert men gewoonlijk met de pijltjesnotatie
{\displaystyle {\vec {ab}}=\{(x,y)\in \pi \times \pi |(x,y)\sim (a,b)\}}
De samenstelling van translaties definieert een abelse groep. Het neutrale element is de identieke translatie, d.i. de verzameling van alle identieke puntenkoppels van het vlak. Het inverse element van een translatie krijgen we door bij alle koppels het begin- en eindpunt te verwisselen.
(Om translaties te kunnen opvatten als elementen van een vectorruimte over het lichaam der rationale getallen, hebben we bovendien het begrip homothetie of schaling nodig, dat eveneens aan de hand van gewone evenwijdigheid kan worden opgebouwd.)

## Tijdsafhankelijke translatie
We kunnen de translatie ook tijdsafhankelijk maken door een extra variabele t te introduceren:
{\displaystyle \left({\begin{array}{c}x\\y\\z\\\end{array}}\right)\to \left({\begin{array}{c}x+\Delta x(t)\\y+\Delta y(t)\\z+\Delta z(t)\\\end{array}}\right)}.
Δx, Δy en Δz zijn nu functies van de tijd geworden.
Als je de situatie bevriest op een willekeurig tijdstip t, heeft de figuur haar oriëntatie behouden. Boven blijft boven en onder blijft onder. Dit geeft de associatie dat de figuur "recht" is gehouden. Maar als je de beweging in de tijd bekijkt, hoeft dit geen rechte lijn te zijn. Een voorbeeld zijn de cabines van een groot kermisrad. Als je beweging in de tijd bekijkt, is deze cirkelvormig. Maar op elk willekeurig moment hebben de cabines ten opzichte van de beginpositie een translatie ondergaan en dus bleef hun oriëntatie behouden: de vloer blijft altijd horizontaal en de wanden verticaal.